# Andrew Evans
Andrew Evans (ur. 25 stycznia 1991 w Portage) – amerykański lekkoatleta specjalizujący się w rzucie dyskiem.
Dziesiąty dyskobol mistrzostw świata juniorów w Moncton (2010). W 2015 sięgnął po srebrny medal mistrzostw NACAC. Rok później startował na igrzyskach olimpijskich w Rio de Janeiro, podczas których zajął 16. miejsce w eliminacjach i nie awansował do finału.
Wielokrotny mistrz Stanów Zjednoczonych. Medalista mistrzostw NCAA.
Rekord życiowy: 68,09 (27 kwietnia 2024, Ann Arbor).

## Osiągnięcia
| Rok  | Impreza                     | Miejsce        | Lokata            | Wynik |
| ---- | --------------------------- | -------------- | ----------------- | ----- |
| 2010 | Mistrzostwa świata juniorów | Moncton        | 10. miejsce       | 56,91 |
| 2015 | Mistrzostwa NACAC           | San José       | 2. miejsce        | 59,32 |
| 2016 | Igrzyska olimpijskie        | Rio de Janeiro | el. – 16. miejsce | 61,87 |
| 2017 | Mistrzostwa świata          | Londyn         | el. – 20. miejsce | 61,32 |
| 2022 | Mistrzostwa świata          | Eugene         | el. – 18. miejsce | 62,20 |
| 2022 | Mistrzostwa NACAC           | Freeport       | 4. miejsce        | 61,09 |
| 2024 | Igrzyska olimpijskie        | Paryż          | el. – 17. miejsce | 62,25 |